# Scott Rudin
Pour les articles homonymes, voir Rudin.
 (juin 2020).
Scott Rudin est un producteur américain né le 14 juillet 1958 à New York, New York (États-Unis).
En 1995, il crée sa société de production cinématographique, la Scott Rudin Productions, entreprise de droit américain.

## Accusations de violences, de harcèlement moral et de racisme
En 2014, lors du piratage de la société Sony, des emails entre Rudin et la productrice de films Amy Pascal fuitèrent sur le net. Plusieurs d'entre eux comportaient de nombreux échanges à caractères injurieux et racistes à l'encontre de Barack Obama, le président des États Unis de l'époque. Amy Pascal présentera publiquement ses excuses pour ses propos.
En avril 2021, une enquête du Hollywood Reporter détaille les actes de violence et de harcèlement de Scott Rudin contre ses équipes, titré "Tout le monde sait que c'est un monstre". Étayé par de très nombreux témoignages, l'article relate que le producteur aurait pris l'habitude de jeter des objets sur ses assistants et sur les murs en cas de contrariété, causant des blessures et des burn-out. Il est également accusé d'avoir cassé un ordinateur sur la main d'un assistant qui n'aurait pas réussi à trouver le billet d'avion que Rudin lui avait demandé. Le producteur se serait ainsi vanté d'avoir causé le burn-out de 119 de ses assistants de 2005 à 2010.
Il est également accusé d'être « bruyamment raciste » par l'auteur Jeremy O. Harris.
La libération de la parole sur Scott Rudin fait suite au mouvement MeToo visant originellement le producteur Harvey Weinstein.
Le 17 avril, Rudin a publié des excuses s'adressant « aux individus [qu'il aurait] pu blesser, directement ou indirectement », et a annoncé prendre une pause sur ses activités de producteurs à Broadway.

## Inspiration
Dans le film Tonnerre sous les tropiques de Ben Stiller, le producteur hollywoodien imbus de lui-même, véreux et abusif Les Grossman interprété par Tom Cruise est une caricature virulente de Scott Rudin. Cruise s'est personnellement impliqué dans la ressemblance physique de son personnage avec le producteur,.

## Filmographie
Les films ci-dessous ont été produits par Scott Rudin aussi bien en son nom en propre que par la société Scott Rudin Productions.

### Cinéma
- 1982 : I'm Dancing as Fast as I Can de Jack Hofsiss
- 1983 : He Makes Me Feel Like Dancin'
- 1984 : Reckless
- 1984 : Mrs. Soffel
- 1990 : L'Expérience interdite (Flatliners)
- 1990 : Fenêtre sur Pacifique (Pacific Heights)
- 1991 : À propos d'Henry (Regarding Henry)
- 1991 : Le Petit Homme (Little Man Tate)
- 1991 : La Famille Addams (The Addams Family)
- 1992 : Sables mortels (White Sands)
- 1992 : Rock 'n' nonne (Sister Act)
- 1992 : Jennifer 8 (Jennifer Eight)
- 1993 : Life with Mikey
- 1993 : La Firme (The Firm)
- 1993 : À la recherche de Bobby Fischer (Searching for Bobby Fischer)
- 1993 : Les Valeurs de la famille Addams (Addams Family Values)
- 1993 : Sister Act, acte 2 (Sister Act 2: Back in the Habit)
- 1994 : Un homme presque parfait (Nobody's Fool)
- 1994 : L'Amour en équation (I.Q.)
- 1995 : Clueless
- 1995 : Sabrina
- 1996 : Mother (Maman au Canada français)
- 1996 : Le Club des ex (The First Wives Club)
- 1996 : La Rançon (Ransom)
- 1996 : Simples Secrets (Marvin's Room)
- 1997 : In and Out (In & Out)
- 1998 : L'Heure magique (Twilight)
- 1998 : The Truman Show
- 1998 : Préjudice (A Civil Action)
- 1999 : South Park, le film : Plus long, plus grand et pas coupé (South Park: Bigger Longer & Uncut)
- 1999 : À tombeau ouvert (Bringing Out the Dead)
- 1999 : Sleepy Hollow - La légende du cavalier sans tête (Sleepy Hollow)
- 1999 : Les Cendres d'Angela (Angela's Ashes)
- 2000 : Wonder Boys
- 2000 : L'Enfer du devoir (Rules of Engagement)
- 2000 : Shaft
- 2001 : Zoolander
- 2001 : La Famille Tenenbaum (The Royal Tenenbaums)
- 2001 : Poèmes pour Iris (Iris)
- 2002 : Orange County
- 2002 : Dérapages incontrôlés (Changing Lanes)
- 2002 : The Hours (Les Heures au Canada français)
- 2003 : Marci X
- 2003 : Rock Academy (The School of Rock)
- 2004 : Et l'homme créa la femme (The Stepford Wives)
- 2004 : Un crime dans la tête (The Manchurian Candidate)
- 2004 : Le Village (The Village)
- 2004 : J'adore Huckabees (I Heart Huckabees)
- 2004 : Team America, police du monde (Team America: World Police)
- 2004 : La Vie aquatique (The Life Aquatic with Steve Zissou)
- 2004 : Entre adultes consentants (Closer)
- 2004 : Les Désastreuses Aventures des orphelins Baudelaire (Lemony Snicket's A Series of Unfortunate Events)
- 2006 : Wild Tigers I Have Known
- 2006 : La Couleur du crime (Freedomland)
- 2006 : Failure to Launch
- 2006 : The Queen (Sa Majesté la Reine au Canada français)
- 2006 : Chronique d'un scandale (Notes on a Scandal)
- 2007 : No Country for Old Men - Non, ce pays n'est pas pour le vieil homme (En Belgique et au Canada français, la partie française du titre seulement)
- 2007 : À bord du Darjeeling Limited (The Darjeeling Limited)
- 2008 : Stop-Loss de Kimberly Peirce
- 2009 : Julie et Julia (Julie & Julia)
- 2010 : Greenberg de Noah Baumbach
- 2010 : The Social Network de David Fincher
- 2010 : True Grit de Joel et Ethan Coen
- 2011 : Extrêmement fort et incroyablement près (Extremely Loud and Incredibly Close) de Stephen Daldry
- 2011 : Margaret de Kenneth Lonergan
- 2012 : Moonrise Kingdom de Wes Anderson
- 2013 : Inside Llewyn Davis de Joel et Ethan Coen
- 2013 : Captain Phillips de Paul Greengrass
- 2014 : Rosewater de Jon Stewart
- 2014 : The Grand Budapest Hotel de Wes Anderson
- 2015 : While We're Young de Noah Baumbach
- 2015 : Welcome Back de Cameron Crowe
- 2016 : Steve Jobs de Danny Boyle
- 2016 : Zoolander 2 de Ben Stiller
- 2016 : Fences de Denzel Washington
- 2017 : The Meyerowitz Stories de Noah Baumbach
- 2017 : Lady Bird de Greta Gerwig
- 2018 : L'Île aux chiens (Isle of Dogs) de Wes Anderson
- 2018 : My Deer Hunter Dad (The Legacy of a Whitetail Deer Hunter) de Jody Hill
- 2018 : Un 22 juillet (22 July) de Paul Greengrass
- 2018 : Millénium : Ce qui ne me tue pas (The Girl in the Spider's Web) de Fede Alvarez
- 2018 : 90's (Mid90s) de Jonah Hill
- 2021 : La Femme à la fenêtre (The Woman in the Window) de Joe Wright
- 2021 : The French Dispatch de Wes Anderson
- 2021 : The Humans de Stephen Karam

### Télévision
- 1980 : Revenge of the Stepford Wives (TV)
- 1982 : Little Gloria... Happy at Last (en) (TV)
- 1996 : Clueless (série télévisée)